# Arthur Degeyter
Arthur Degeyter (Brugge, 16 november 1919 - 26 juli 2004) was een Belgisch architect.

## Familie
Arthur Jozef Oscar Degeyter was de zoon van schrijnwerker-meubelmaker Oscar Degeyter en van Marguerite Nyckees. Hij trouwde met Ivonne de Vriese, met wie hij vijf kinderen had. Ze verliet hem in de jaren 60. Hij hertrouwde met Rita Gesquière en ze kregen vier kinderen. 

## Levensloop
Degeyter studeerde aan het Koninklijk Atheneum in Brugge en aan de kunstacademie van Brugge. In 1937 begon hij zijn opleiding aan het Sint-Lucasinstituut in Gent. Hij kwam er in contact met adepten van de neogotiek evenzeer als met voorstanders van het modernisme. Hij volgde nadien een cursus stedenbouw aan het Architectuurinstituut Ter Kameren in Brussel. In 1941 studeerde hij af als architect. Hij liep stage bij de architecten Jozef (1872-1949) en Luc Vierin (1903-1977).
In 1943 werd hij architect bij het in de schoot van Groot Brugge opgerichte Stedenbouwkundig Bureau, onder leiding van Robert Verbanck (1911-2003). Hij werd 'leider' van de 'Kamer  voor architectuur', die deel uitmaakte van het collaborerende Kunstenaarsgild 't Brugsche Vrije. Deze gilde, voorgezeten door Jan Vercammen en na hem door Julien Platteau, was een onderdeel van de op Duitse leest geschoeide Landsgilde voor Vlaamsche kunstenaars en had banden met de DeVlag. Dit bezorgde hem na de Bevrijding anderhalf jaar opsluiting in het interneringscentrum in Sint-Kruis, waar hij zijn tijd niet in ledigheid doorbracht. Hij was er onder meer lid van een zangkoor en tekende er ook veel. Hij zegde later schertsend dat toen hij vrijkwam, hij een vol orderboekje had voor ontwerpen hem toevertrouwd door medegevangenen.
In 1947 vestigde hij zich als zelfstandig architect, eerst in Mariakerke, vervolgens in Lichtervelde. Hij bouwde toen klassieke woningen in Vlaamse stijl, naar het voorbeeld van zijn leermeester Vierin. Zijn eerste resoluut modernistische woning was die langs de Zeeweg in Sint-Andries voor glaskunstenaar Michel Martens (1921-2006). Een paar jaar later bouwde Degeyter voor zichzelf een gelijkaardige woning met kantoren, langs diezelfde Zeeweg.
Via de familie van zijn eerste vrouw werd hij geïntroduceerd in kloosterkringen. Zo bouwde of verbouwde hij voor de Sint-Godelieveabdij in Gistel, voor de Sint-Godelieveabdij in Brugge en voor de Sint-Trudoabdij of Slot van Male in Sint-Kruis. Hij kwam ook in contact met de archivaris van het bisdom, Michiel English, die controle uitoefende op bouwplannen voor kerkelijke gebouwen, en met dom Filips De Cloedt. Beiden brachten hem met heel wat bouwheren in contact en bezorgden hem opdrachten.
Degeyter was een onvermoeibaar reiziger. Hij bracht steeds ideeën naar huis die hij opdeed bij de werken die hij had bezocht. Vooral Scandinavische architecten inspireerden hem.
Hij sloot zijn ontwerpbureau in 1992. Hij bleef nog verder gedurende een tiental jaren zijn zoon Jan Degeyter assisteren. Hij woonde in het ruime huis dat hij had gebouwd aan de Zeeweg waarrond hij een tuin naar Engelse inspiratie, met talrijke gesculpteerde buxussen liet ontwerpen door tuinarchitect Paul Deroose. 
Rond 2000 verhuisde hij naar de Goudsmedenstraat in een nieuw aangelegde verkaveling op de gronden van de vroegere gevangenis Pandreitje in Brugge. Hij kocht er de ruwbouw van twee woningen aan en maakte er, naar eigen zienswijze, een confortabel huis van, met een tuin opnieuw door Paul Deroose ontworpen.
Arthur Degeyter werd verwonderlijk weinig met prijzen bedacht. De enige maal dat hij met de Van de Venprijs werd geëerd was in 1964 voor een dokterswoning in Moeskroen en voor het Kunstmatig Inseminatiecentrum in Loppem.
Hij was lid van de afdeling West-Vlaanderen van de Koninklijke Commissie voor Monumenten en Landschappen.

## Voornaamste ontwerpen
Degeyter maakte, volgens eigen schatting, ongeveer duizend ontwerpen. Hij bouwde villa's, kerken, scholen, hotels, tehuizen, bedrijfsgebouwen. Het grootste deel van zijn werk is te vinden in West-Vlaanderen en verder ook nog in Oost-Vlaanderen, Limburg en in mindere mate elders, ook in het buitenland. Meer dan 40 ontwerpen van hem staan op de inventaris van onroerend erfgoed. 
Hij was ook restauratiearchitect, vaak in combinatie met nieuwbouw. Enkele voorbeelden hiervan zijn:
- het Hof Bladelin in de Naaldenstraat in Brugge;
- het Slot van Male (Sint-Trudoabdij);
- de Sint-Godelieveabdij in Gistel (Abdij Ten Putte);
- de Sint-Pietersabdij in Steenbrugge (herbouwen vernielde toren en nieuwe vleugel).

Hij bouwde ook het centrum Groenhove in de bossen van Torhout.
In de kerkenbouw paste Degeyter zich aan de richtlijnen aan van het Tweede Vaticaans Concilie. Hij ontwierp parochiekerken in Mortsel, Beernem, Assebroek, Oost-Rozebeke en Veurne.
Voor kleine en grote ondernemingen, ontwierp hij winkelpanden, showrooms, fabrieksgebouwen. Zo bouwde hij de kantoren van de Nationale Bank in Brugge (merkwaardig gebouw dat in 2010 werd gesloopt), de burelen en opslaglaatsen van Houtimport Vandecasteele in Aalbeke en (samen met architect Hendrik Scherpereel) het Kunstmatig Inseminatiecentrum in Loppem (in 2007 als monument beschermd, maar niettemin bijzonder hard 'gerestaureerd' in functie van nieuwe bestemmingen).
In 1955-56 kreeg architect Degeyter de opdracht van het OCMW van Poperinge om een nieuw interieur voor de raadszaal te ontwerpen. In de jaren 1970 werd dit interieur integraal overgebracht naar een nieuwbouw in de Veurnestraat waar het verder gebruikt werd als vergaderzaal.
Degeyter was voor alles huizen- en villabouwer. Hij was ter beschikking om in gelijk welke stijl, naargelang de belangstelling van de bouwheer, voortreffelijk werk af te leveren. Hij slaagde er niettemin in om in veel gevallen zijn klanten te overtuigen om modernistisch te bouwen, met eerbied evenwel voor de lokale bouwtradities en materialen.
Voorbeelden van huizen van zijn hand zijn Villa Bellebos (1957) te Bellegem en zijn eigen woning (1966) te Sint Andries. 
Degeyter was van een legendarische goedheid en bereidwilligheid. Dit bracht er hem soms toe ontwerpen te maken waar hij helemaal niet achter stond, maar die hij 'om plezier te doen' niet weigerde. Voorbeelden hiervan zijn: het appartementsgebouw met handel op de benedenverdieping, die de plaats innam van de gesloopte middeleeuwse Smedenkapel in de Smedenstraat in Brugge; het provinciaal administratief gebouw op de Burg, waar hij een verbeterde gevel ontwierp voor een naamloos overheidsgebouw; het hotelgebouw, eveneens op de Burg, waarbij hij zich inspande een veel te omvangrijk programma binnen een aanvaardbaar volume te persen. Een opvallend voorbeeld is de neobarokgevel die hij in 1963 ontwierp voor de kerk van de zusters redemptoristinnen in de Katelijnestraat in Brugge. De bouw ervan betekende de verdwijning van de merkwaardige en waarschijnlijk eerste neogotische kerkgevel in België. Deze verbouwing werd op heel wat kritiek onthaald, ook al was de uitvoering wat betreft verhoudingen, afmetingen en materialen in harmonie met de bouwstijl. 
Desondanks is Degeyter een belangrijk architect voor de tweede helft van de twintigste eeuw. Op zijn eigen manier verwoordde hij de wensen van zijn klanten wat betreft wooncultuur en bleef hij doorheen de jaren en de evolutie van zijn zienswijzen, de opeenvolgende modetrends overstijgen. Zijn kwaliteiten waren niet de vernieuwingsdrang om te kunnen 'scoren', maar de begeestering en bezieling die tot uiting kwamen door de kracht, de rust, het gevoel voor verhoudingen en materialen, die, welke ook de gebruikte stijl was, in al zijn werken terugkomen.

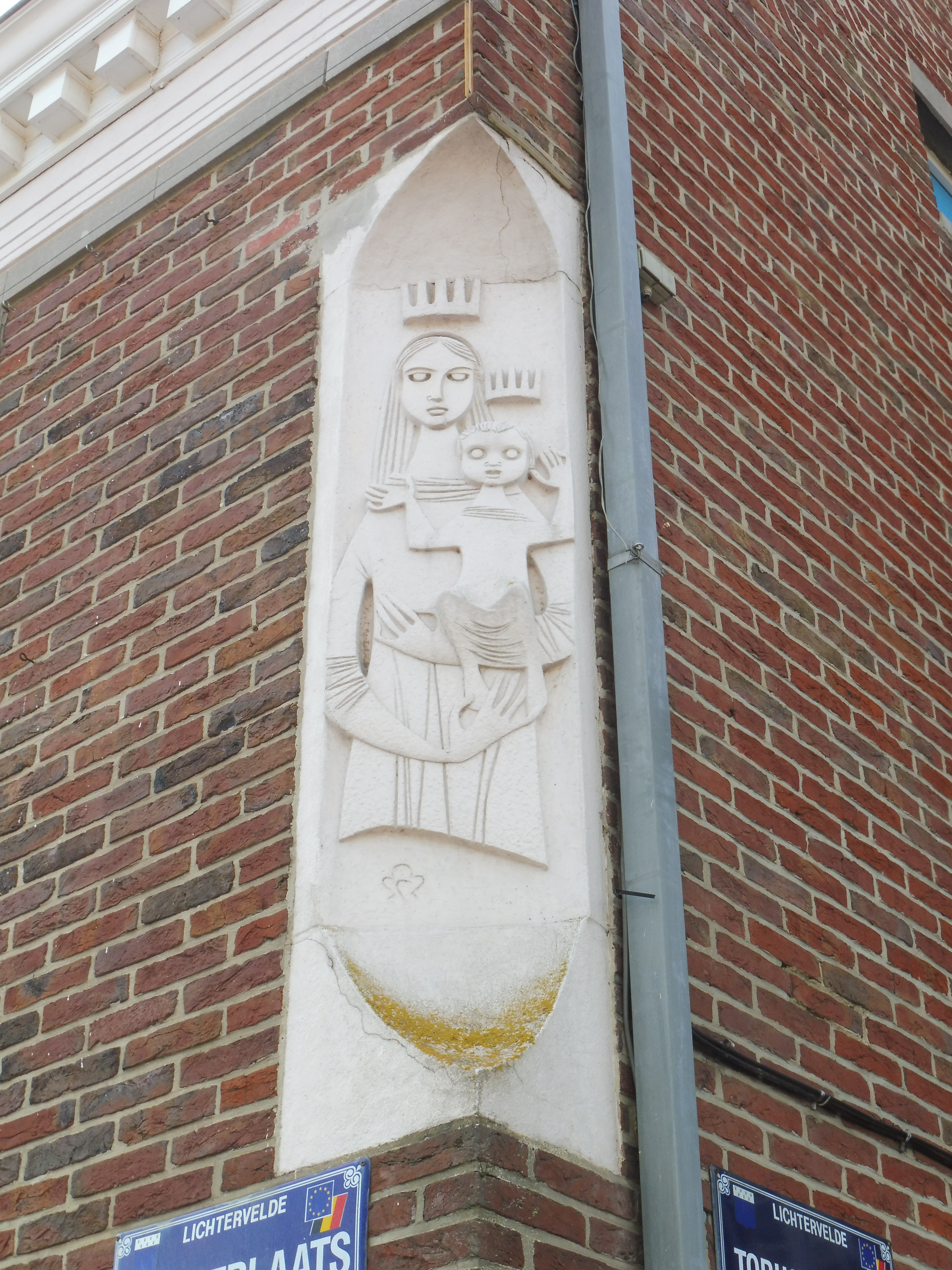
Mariabeeld te Lichtervelde
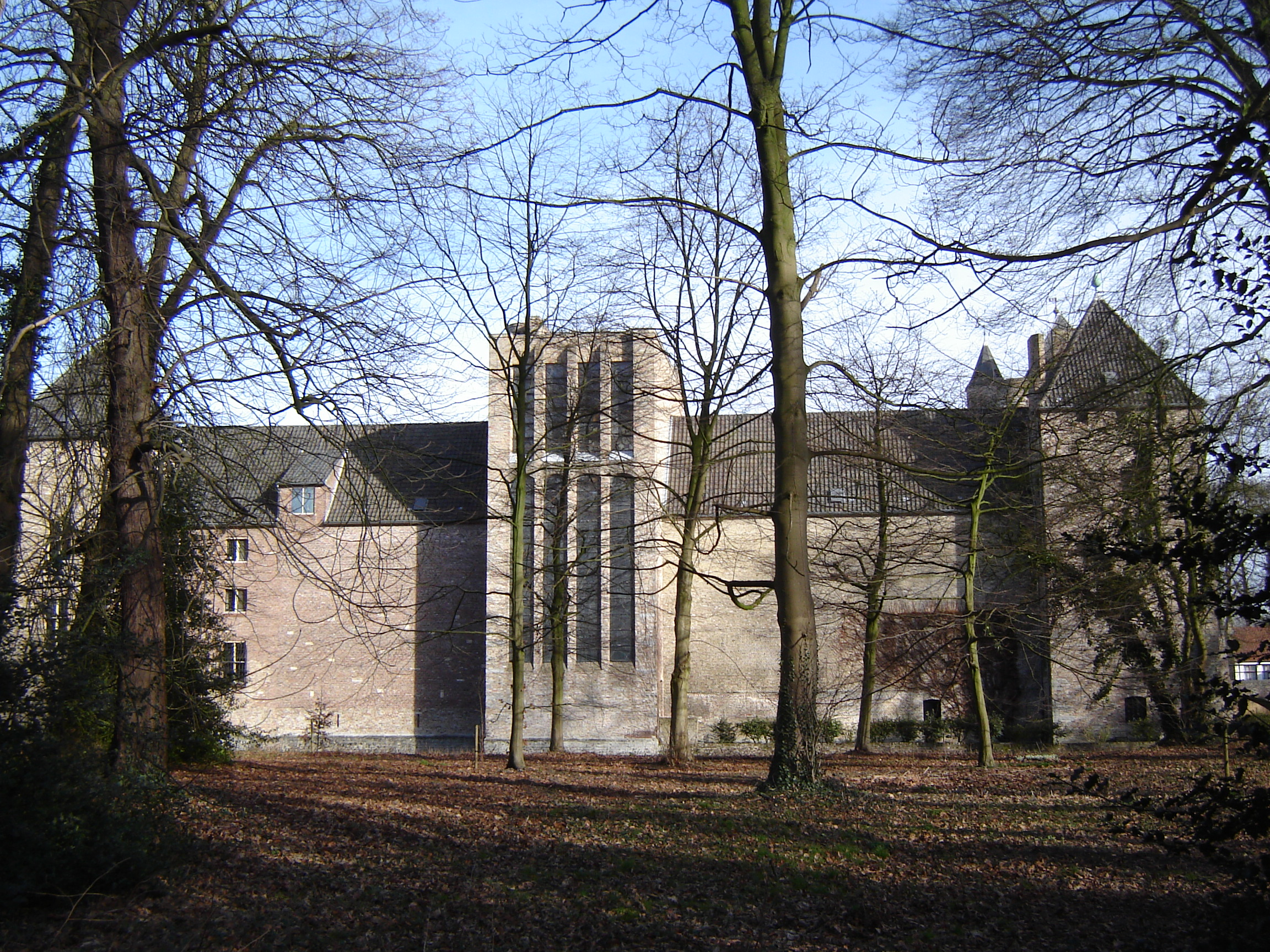
Sint-Trudoabdij